# Inari Vachs
Inari Vachs (Detroit, Míchigan; 2 de septiembre de 1974) es una actriz pornográfica estadounidense.

## Biografía
Su seudónimo se compone de "Inari" deidad japonesa y "Vachs" por su escritor preferido "Andrew Vachss".
Se inició en la industria del porno en 1997 y rápidamente se convierte en una celebridad. Inari es conocida por su entusiasmo y la intensidad con la que interpreta sus escenas de sexo y de gang bang. Ha participado en más de 500 películas.

## Premios
- AVN
  - 2001 :Best Anal Sex Scene - Film for Facade
  - 2001 :Best Couples Sex Scene - Video for West Side
  - 2000 :Female Performer of the Year
- XRCO
  - 2002 :Best Girl-Girl Sex Scene for No Man's Land 33
  - 2001 :Best Orgasmic Oralist
  - 2000 :Female Performer of the Year
  - 2000 :Best Single Performance, Actress for The Awakening
  - 2010 : XRCO Hall of Fame

otras
- 1998 : CAVR Award - Starlet of the year
- 2000 : Night Moves Magazine "Best New Starlet"
- 2002 : Genesis Magazine "Pornstar of the Year"

## Filmografía seleccionada
| - Alexandra Silk's Silk Ties (1999) - Aroused (1999) - Asstroids (1999) - Awakening (1999) - Backseat Driver 5 & 11 (1999) - Bend Over and Say Ahh! (1999) - Bet (1999) - Between the Cheeks (1999) - Big Tool Time 2 (1999) - Blowjob Adventures of Dr. Fellatio 20 (1999) - Blown Away (1999) - Farmer's Daughters Do Hollywood (1999) - Esposa II (1999) - Flesh for Fantasies (1999) - Freshman Fantasies 17 (1999) - Gallery of Sin (1999) - Gangbang Girl 24 (1999) - Gangland 3 (1999) | - I Love Lesbians 6 (1999) - Little White Lies (1999) - Memoirs of a Madam (1999) - No Man's Land 24 & 26 (1999) - Nothing to Hide 3 & 4 (1999) - Of Time and Passion (1999) - A Perfect Pair (1999) - Pin-Ups 2 (1999) - Pussyman's Campus Sluts Busted (1999) - Blowjob Adventures of Dr. Fellatio 7 (1998) - California Cocksuckers 4 (1998) - Fuck You Ass Whores 5 (1998) - Gangbang Auditions 1 (1998) - Taboo 17 (1998) - Whack Attack (1998) |  |